# پان پیترز
پان پیترز (انگلیسی: Jan Peters؛ زادهٔ ۱۸ اوت ۱۹۵۴) بازیکن فوتبال اهل پادشاهی هلند است.
از باشگاه‌هایی که در آن بازی کرده‌است می‌توان به باشگاه فوتبال جنوآ، باشگاه فوتبال آزد آلکمار، باشگاه فوتبال ان‌ئی‌سی نایمخن، و باشگاه فوتبال آتالانتا اشاره کرد.
وی همچنین در تیم ملی فوتبال هلند بازی کرده‌است.